# Erubey Cabuto
Erubey Cabuto García (Tepic, 6 settembre 1979) è un ex calciatore messicano, di ruolo portiere.